# Kruset tidsel
Kruset tidsel (Carduus crispus) er en 60-180 centimeter høj plante i kurvblomst-familien. Bladene løber ned ad stænglen som brede, krusede og tornede vinger. Arten vokser på næringsrige ruderater.

## Beskrivelse
Kruset tidsel er en toårig urt med grenet stængel, der er vinget af de nedløbende blade. Bladene er aflange, lappede til fjersnitdelte med tornet rand og mere eller mindre hvidfiltet underside. Tornene er bleggule og hårlignende. De rødviolette blomster sidder i næsten kuglerunde, 2 centimeter brede kurve, som findes 3-5 sammen i spidsen af stænglen eller dens grene. Den rørformede krone har krumt rør og lange, smalle kronflige. Frugtens fnok er hårformet.

## Udbredelse
Arten er hjemmehørende i Europa, Vest- og Nordasien. Den er indslæbt til Nord- og Sydamerika samt Østasien.
I Danmark er kruset tidsel almindelig på affaldspladser, vejkanter og i skovrydninger. Den blomstrer i juni til september.